# Bezirksamt
Bezirksamt beschreibt gegenwärtig und historisch unterschiedliche Verwaltungsbehörden.

## Deutschland

### Grundlagen
Ein Bezirksamt ist eine der Stadtverwaltung (Senat) untergeordnete Verwaltungsbehörde in großen Städten wie Berlin, Hamburg auf der Ebene der Bezirke.
In jedem Bezirk gibt es ein Bezirksamt. Dabei gilt:
1. für das oberste Organ des Bezirks, also die Bezirksregierung (Bezeichnung, Funktion und Zusammensetzung kann in anderen Städten abweichen):
  - Berlin hat zwölf Bezirksämter mit je einem Bezirksbürgermeister und fünf Bezirksstadträten (von denen einer stv. Bezirksbürgermeister ist)
  - Hamburg hat sieben Bezirksämter mit je einem Bezirksamtsleiter sowie einer Bezirksversammlung
  - München hat 25 Bezirke, die von Bezirksausschüssen geleitet werden
2. für die Verwaltungsbehörde des Bezirks:
  - Das Bezirksamt führt die ortsnah zu erledigenden Verwaltungsaufgaben selbständig durch, soweit nicht Gründe der Wirtschaftlichkeit oder Zweckmäßigkeit eine andere Zuweisung erfordern.
  - Bezirksaufgaben sind alle Aufgaben der Verwaltung, soweit diese nicht ausnahmsweise wegen ihrer übergeordneten Bedeutung oder ihrer Eigenart einer einheitlichen Durchführung bedürfen. Solche Aufgaben werden von der Stadtverwaltung (z. B. Senat) selbst wahrgenommen oder auf spezielle Fachbehörden übertragen.
  - Das Bezirksamt nimmt in beinahe allen Fachbereichen Aufgaben der Verwaltung gegenüber den Bürgern wahr.
3. Es gibt ein Amtsgebäude, in dem die Behörden des Bezirks zu finden sind. Da viele Großstädte aus früher selbständigen Orten zusammengeschlossen wurden, handelt es häufig um das frühere Rathaus.

### Geschichte
Bezirksamt war in einigen deutschen Ländern die Bezeichnung der unteren staatlichen Verwaltungsebene, z. B. von 1862 bis 1939 im Königreich bzw. Freistaat Bayern (siehe Bezirksamt (Bayern)) einschließlich der Pfalz (1875 gab es 151 Bezirksämter). Dabei meinte Bezirksamt sowohl die Behörde im administrativen Sinne als auch den Amtssprengel (Amtsbezirk) im geographischen Sinne. Die Funktionsbezeichnung des Behördenleiters war Bezirksamtsvorstand und er trug den Titel Bezirksamtmann (ab dem 1. April 1920 lautete die Amtsbezeichnung Bezirksoberamtmann). Ähnliches galt für das Bezirksamt in Baden, dessen Leiter allerdings als Amtmann bzw. Oberamtmann bezeichnet wurde.
Im Zuge der Gleichschaltung der Länder in der Zeit des Nationalsozialismus wurden zum 1. Januar 1939 die Bezeichnungen der unteren staatlichen Verwaltungsebene reichsweit an die seit Anfang des 19. Jahrhunderts in Preußen üblichen Strukturen angeglichen (Regierungsbezirk, Landkreis und Landrat). Die Vereinheitlichung der Bezeichnungen betraf alle Gemeindeverbände im außerpreußischen Deutschland; sie galt in Anhalt, Baden, Bayern, Braunschweig, Hessen, Oldenburg, Sachsen, Thüringen und Württemberg.
Auch in den deutschen Kolonien gab es Bezirksämter.

## Österreich
In Österreich gibt es Bezirksamt genannte Behörden nur in Wien für die 23 Wiener Gemeindebezirke mit je einem Bezirksvorsteher.
Die Ämter der politischen Bezirke (Verwaltungsgliederung unterhalb der Landesebene in den anderen acht Bundesländern) heißen Bezirkshauptmannschaft.
Allerdings gab es zwischen 1853 und 1867 Bezirksämter als Verwaltungsbehörden der 1849 geschaffenen Amtsbezirke.

## Schweiz
In der Schweiz nehmen Bezirksämter in manchen Kantonen Aufgaben in der Strafrechtspflege sowie als Beschwerdeinstanzen und Aufsichts- und Bewilligungsbehörden wahr. Dabei bilden die Bezirke jeweils die Verwaltungsebene zwischen Kanton und Gemeinden. Der Leiter eines Bezirksamtes heißt Bezirksammann, Bezirksamtmann oder Statthalter (Regierungsstatthalter).